# Re 460

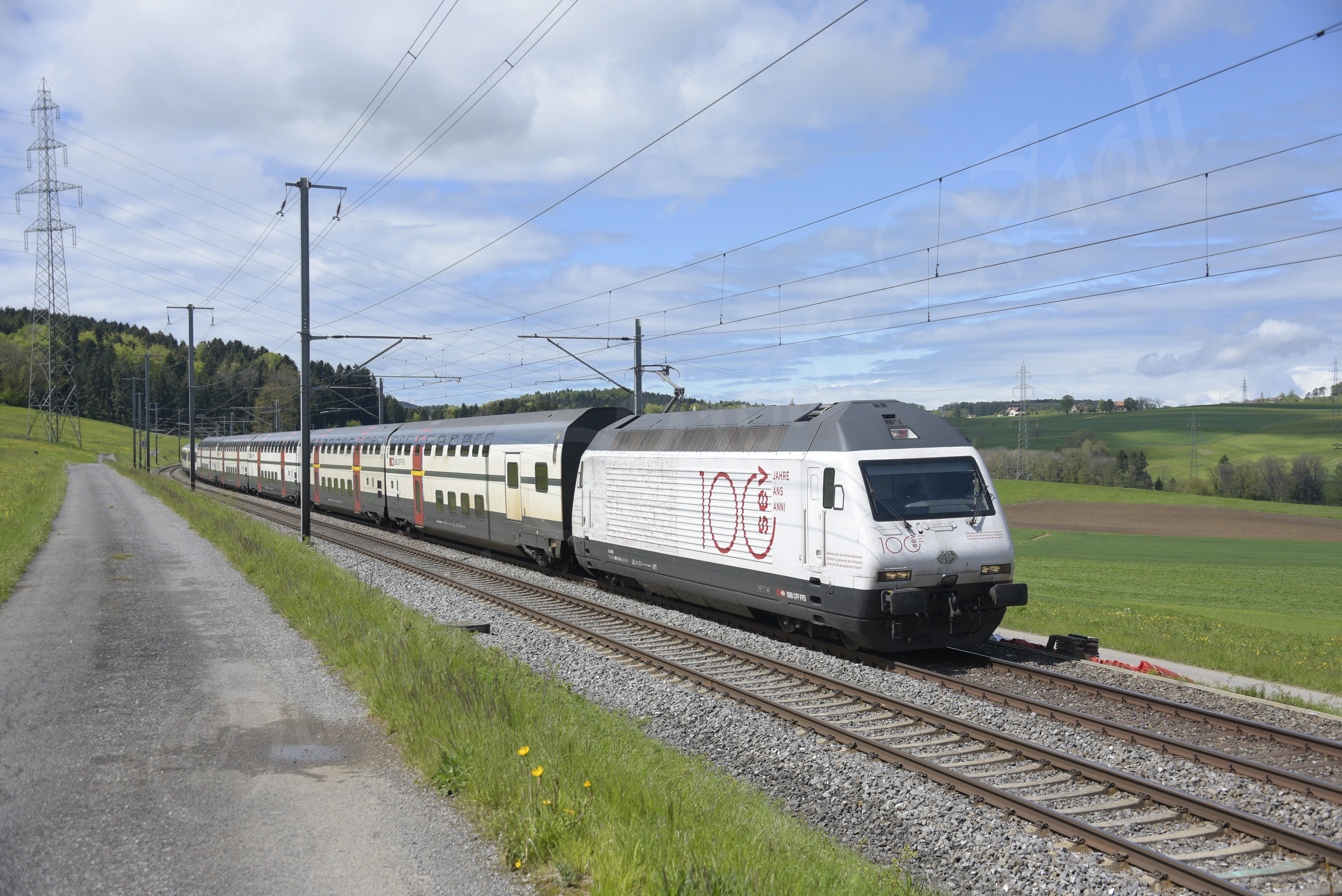
Re 460 113 Ici à Granges (Veveyse)

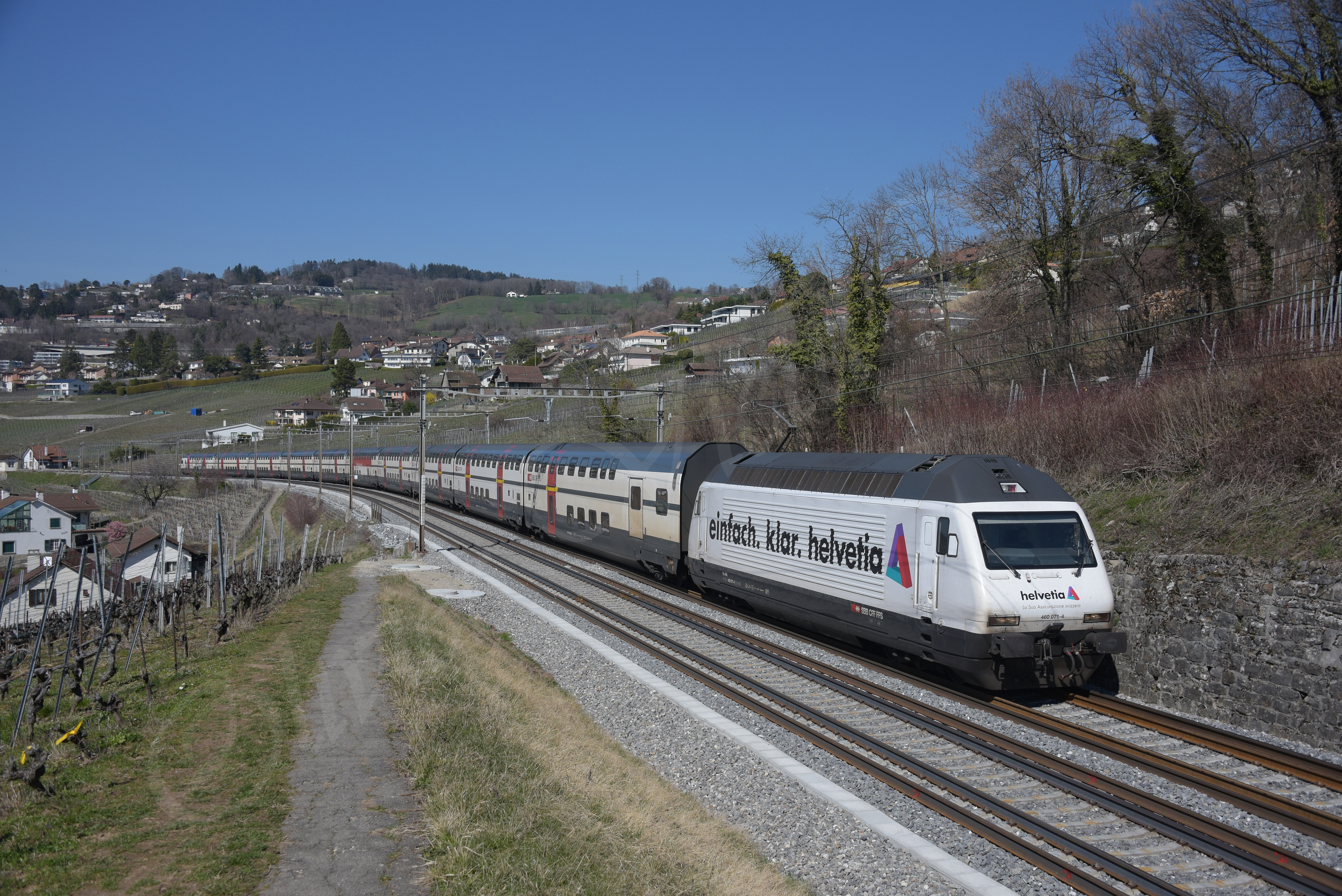
Re 460 071 Ici à Bossière

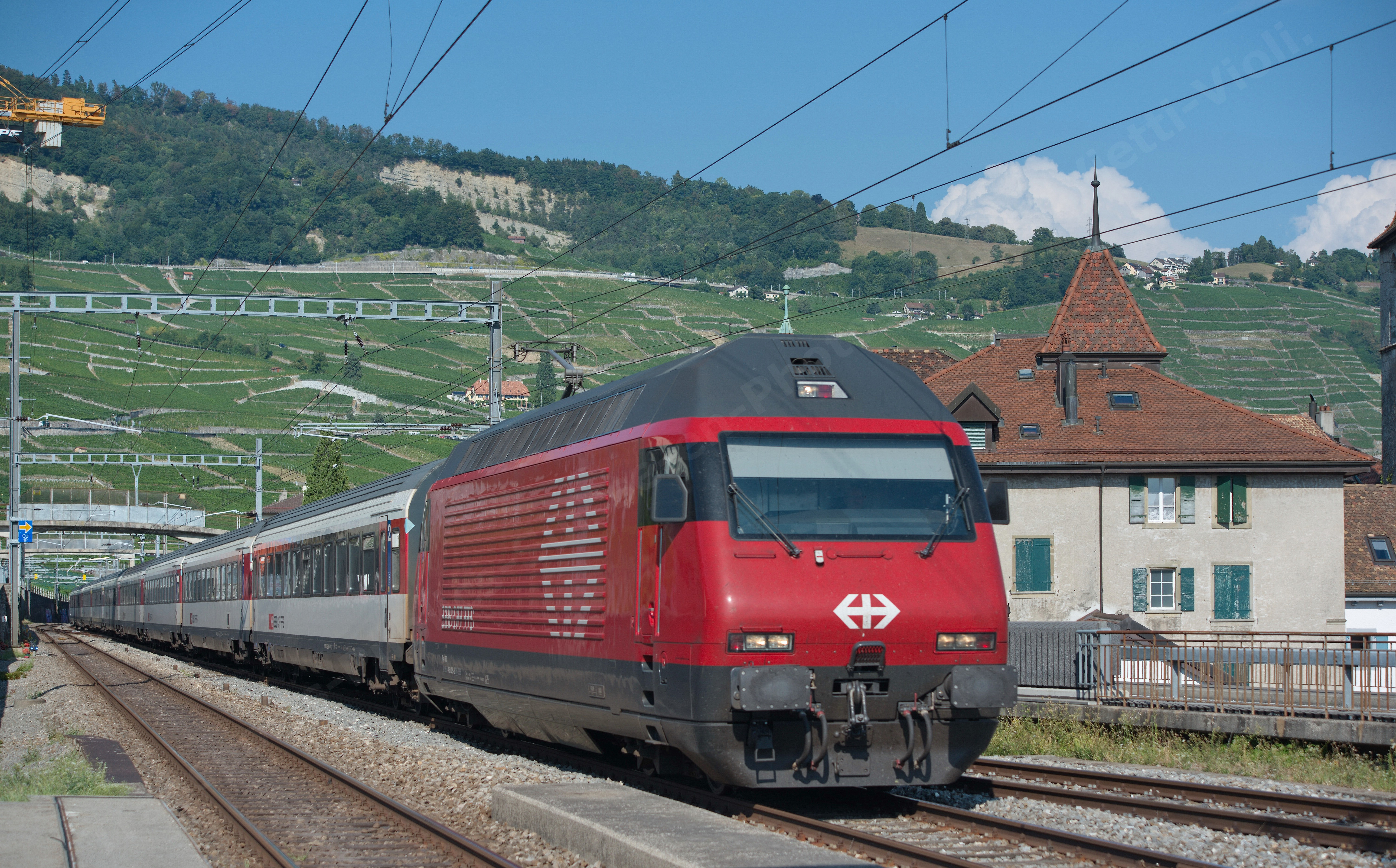
Re 460 026 Ici à Cully

Les Re 460 sont des locomotives électriques des Chemins de fer fédéraux suisses entrées en service entre 1992 et 1996.
Ce sont des locomotives universelles conçues à partir de la technique des convertisseurs autorisant une grande puissance pour une masse raisonnable. Les Re 460 des CFF tractent principalement les trains IC aux travers de la Suisse, elles sont parfois utilisées également pour d'autres types de trains, indépendamment de leurs catégories.
Elles sont toutes équipées pour la traction multiple et la télécommande par l'intermédiaire d'un système de bus-train (le FSK Zugbus).

## Histoire
En 1985, on propose pour la première fois la construction d'une nouvelle locomotive électrique. En 1987, fut accepté par référendum le projet Rail 2000, les CFF eurent alors un élan en plus pour une nouvelle locomotive, ce fut à Noël de la même année que fut passée une commande de douze locomotives en option. L'appel d'offres fut lancé en 1990, deux consortiums y répondirent : le consortium ABB-BBC-SLM et Siemens-Krauss-Maffei. Le premier consortium proposa une locomotive de type Re 4/4 (Re 460 en type UIC), et le deuxième une locomotive de type E 12.
Le conseil d'administration des CFF porta son choix sur la Re 460. En raison de son caractère innovant, le début de service s'est fait avec des difficultés de mise au point. Durant deux ans, les incidents ont émaillé leur activité, notamment le freinage électrostatique qui se bloquait de façon inattendue. Les arrêts en ligne avec demande de secours sur un service cadencé ont créé des désordres importants, au point que la série en cours de livraison s'est trouvée réservée au service fret, laissant la traction des rapides aux vieillissantes Ae 4/7. Après changement du logiciel de commande du freinage sur les nouvelles machines, une chaîne de remise à niveau a été mise en place pour traiter a posteriori les machines livrées. L'amélioration qui en a découlé a permis de donner à ces machines les trains difficiles pour lesquels elles avaient été conçues. Le public pût découvrir la première Re 4/4 460, comme on l'appelait à l'époque au début 1991, et elle fit ses premiers mètres dès le milieu de l'année. La première Re 460 fut livrée le 28 janvier 1992. La livraison de la Re 460 118, dernière de la série, s'est faite dans la sérénité, les problèmes de jeunesse étant oubliés.

## Chronologie du projet
En décembre 1985 un mandat d'étude de 10 millions de francs est alloué au consortium BBC/SLM, dont BBC est le chef de projet. L'offre est faite aux CFF en juin 1987. Deux ans plus tard, soit en décembre 1987, la première commande de 12 locomotives (n° 460 000 à 460 011) est faite. Douze nouvelles locomotives (n° 460 012 à 460 023) sont commandées en juin 1989. En octobre de la même année le Conseil Fédéral décide que le ferroutage sur la ligne du Gothard doit être augmentée. Il lance donc un appel d'offres auprès de plusieurs fournisseurs de matériel ferroviaire, dont 2 suisses et 6 situés à l'étranger. Les CFF ne reçurent que deux offres valables et, après avoir évalué et étudié celles-ci, la Re 460 est choisie. À la suite de cette décision, une troisième commande de, cette fois-ci, 75 locomotives (n° 460 024 - 460 098) est alors passée.
En juin 1991, la Re 460 000-3 est livrée aux CFF et elle fera sa première course d'essais le 13 août de la même année. Elle sera ensuite présentée à la presse lors d'une course entre Berne et Vernayaz. La quatrième et dernière commande de 20 machines supplémentaire (n° 460 099 à Re 460 118) fut passée en octobre 1992 et, en décembre, 25 machines sont livrées aux CFF. En juillet 1993 est arrêtée la livraison de celles-ci et elles sont retirées du service IC (InterCity), car elles subissent beaucoup trop de pannes. C'est en décembre que les livraisons reprennent et, jusqu'en août 1995, c'est la réception de 74 machines qui parvient aux CFF. Les Re 460 reprennent leur service sur les IC seulement en novembre 1994. Le BLS passe une commande auprès des CFF de 10 locomotives Re 465 (n° 465 009 à 465 018) en octobre 1995. Le 29 février a lieu la livraison aux CFF de la dernière locomotive Re 460 (n° 460 118-3). Entre avril 1996 et mai 1997 furent mis en place les trains réversibles avec les voitures unifiées type IV, mais aussi avec les IC Bt,.

## Aperçu technique
Le courant alternatif monophasé de la ligne de contact est transformé pour chaque bogie au travers d'un convertisseur puis d'un onduleur d'entrainement. Les thyristors GTO et les diodes de puissance sont refroidis par un système à l'huile.
Par la suite, chaque essieu est entrainé par un moteur de traction asynchrone triphasé, suspendu par des biellettes afin de réduire drastiquement la sollicitation des voies, qui transmet l'effort de traction au moyen d'un entrainement Flexring permettant une orientation radiale dans les courbes.
Techniquement, l'effort de traction maximal est de 300 kN jusqu'à 80 km/h et sera d'environ 100 kN à la vitesse maximale. Néanmoins, selon le nombre de machines et leurs emplacements dans le train, l'électronique de commande limitera la puissance des véhicules afin d'éviter toute rupture d'attelage ou de chevauchement de tampons.
Pour le freinage, la 460 dispose d'un frein électrique à récupération, de freins à sabots et enfin de freins à aimants permanents (ces derniers pour les freinages d'urgence uniquement, ou en mode parc couramment). Tous les systèmes sont assistés par une logique de commande qui adaptera automatiquement le moyen de freinage selon la demande du mécanicien. L'effort maximal du freinage électrique est de 240 kN, mais sera réduit en cas d'unité multiple de manière que le freinage électrique total de toutes les 460 ne dépasse pas cette valeur. À contrario le freinage pneumatique est de 150 kN maximal, et est donc moins efficace, mais augmente en cas de traction multiple. Les freins magnétiques sont utilisés comme freins de maintien ou comme frein d'urgence.
Une particularité de la 460 est que, lorsqu'elle est remorquée en mode hors-service, elle ne dispose alors que d'un frein complémentaire, ce qui signifie qu'elle ne freinera que dans le cas d'un freinage d'urgence en freinant au maximum. Dans le cas d'un freinage ordinaire, elle est non freinée.

## Caractéristiques

### Générales
- Nombre d'engins construits : 119
- Date de livraison du premier engin : 1991
- Date de livraison du dernier engin : 1995
- Couplabilité en UM : Entre elles et avec les Re 465, jusqu'à concurrence de 4 engins maxi
- Longueur hors tout : 18,500 m
- Largeur de caisse : 3,000 m
- Hauteur maximale au-dessus du rail : 4,310 m
- Entre-axe des pivots de bogies : 11,000 m
- Masse à vide en ordre de marche : 84 000 kg
- Nombre de bogies : 2
- Mode de traction : Electrique
- Alimentation électrique : 15 kV monophasé 16,7 Hz
- Poste de conduite : À gauche
- Protection anti-crash : Par bouclier absorbeur

### Performances
- Vitesse maximale : 230 km/h (limitée à 200 km/h en service commercial)
- Puissance maximale à la jante en traction : 6 100 kW
- Effort de traction à la jante au démarrage : 275 kN
- Effort de traction à 200 km/h : 110 kN
- Capacités de traction : Remorque un train voyageurs de 650 tonnes (13 voitures) à 80 km/h en rampe de 27 ‰ ou un train de fret de 650 tonnes à 75 km/h en rampe de 27 ‰

### Bogies
- Type : Bo
- Châssis : Cadre
- Matériau du châssis : Acier
- Construction : Mécano-soudé

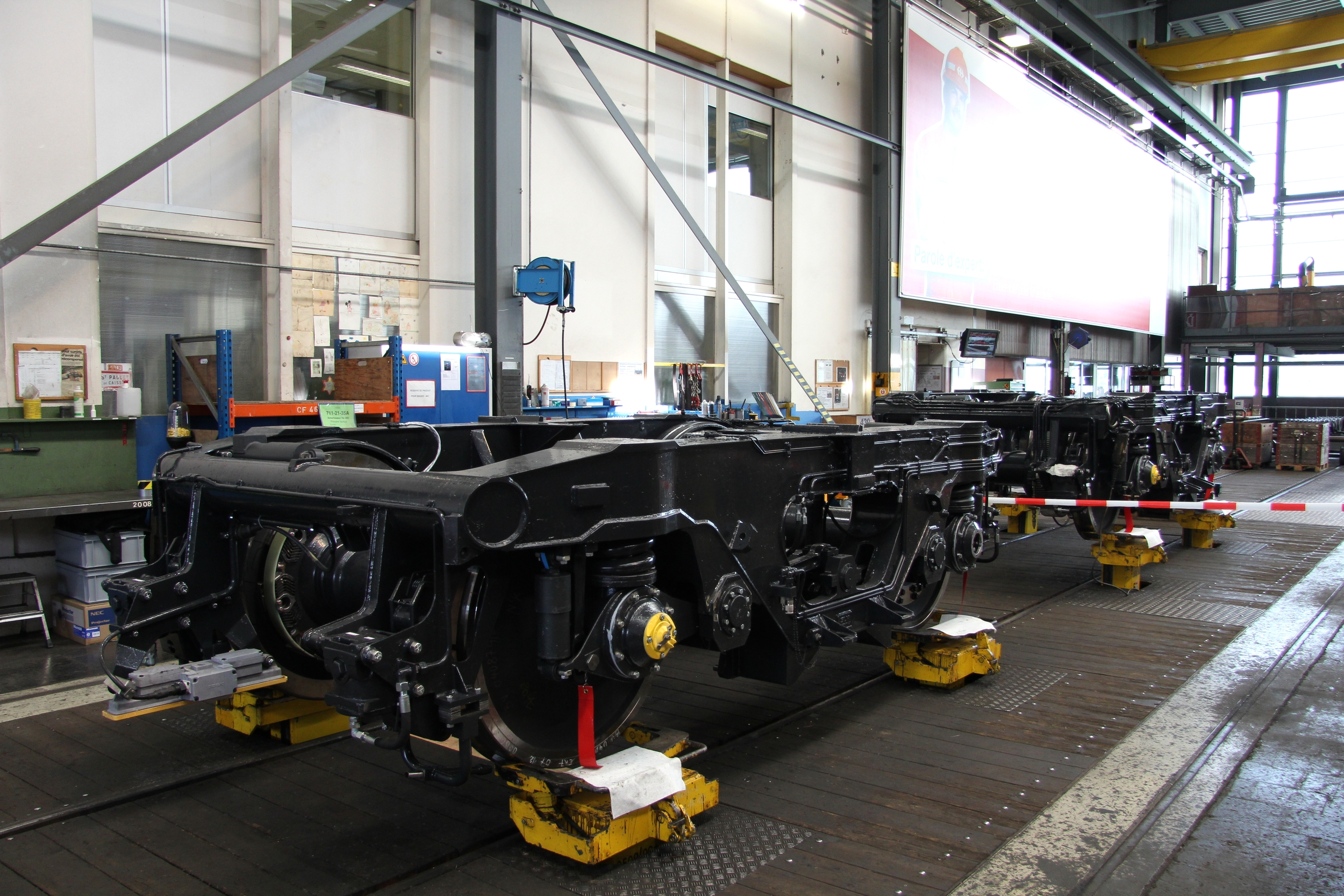
Re 460 bogies - Yverdon-les-Bains, 9.7.2013

- Entraînement caisse-bogie : Par barres de traction basses
- Empattement : 2,800 m
- Diamètre de roue neuve : 1 100 mm
- Diamètre de roue usée : ~1 035 mm
- Transmission de l'effort de traction : Par arbre creux et accouplement élastique
- Rapport global de transmission : 3.667
- Suspension primaire : Ressorts hélicoïdaux sur boîtes d'essieux
- Suspension secondaire : Ressorts hélicoïdaux
- Amortissement : Amortisseurs anti-galop sur suspension primaire / Amortisseurs anti-lacets caisse-bogie / Amortisseurs transversaux caisse-bogie

## Modifications
Après 20 ans de service, les 119 locomotives ont toutes été modernisées à fin octobre 2022 aux Ateliers CFF d'Yverdon-les-Bains (VD). Une nouvelle peinture rouge brillant les recouvre et la plus grande modification est apportée par les nouveaux convertisseurs de traction (passage de la technologie GTO à IGBT) et par le système d'approvisionnement en air comprimé (nouveau système à double compresseur sans huile à pistons). Ceci permet aux CFF une économie d'environ 30 gigawatts-heures par an,.

## Nom de baptême des Re 460
000-3 Grauholz (de)

001-1 Lötschberg

002-9 Seeland

003-7 Milieu du Monde

004-5 Uetliberg

005-2 Val d'Anniviers

006-0 Lavaux

007-8 Junior

008-6 La Gruyère

009-4 Le Jet d'eau

010-2 Löwenberg (de)

011-0 Léman

012-8 Erguël

013-6 Nord Vaudois

014-4 Val-du-Trient

015-1 —

016-9 Rohrdorferberg – Reusstal

017-7 Les Diablerets

018-5 —

019-3 Terre Sainte

020-1 —

021-9 —

022-7 Sihl

023-5 Wankdorf

024-3 Rheintal

025-0 Striegel

026-8 Fricktal

027-6 Joggeli

028-4 Seetal

029-2 Eulach (de)

030-0 Säntis

031-8 Chaumont

032-6 —

033-4 —

034-2 Aare

035-9 —

036-7 Franches-Montagnes

037-5 Sempacher See

038-3 Hauenstein

039-1 Rochers-de-Naye

040-9 Napf

041-7 Mendrisiotto

042-5 Albis (de)

043-3 Dreispitz

044-1 Zugerland

045-8 Rigi

046-6 Polmengo

047-4 Maderanertal (de)

048-2 Züri Wyland

049-0 Pfannenstiel (de)

050-8 Züspa (de)

051-6 Staffelegg (de)

052-4 Eigenamt (de)

053-2 Suhrental

054-0 Dreiländereck

055-7 Lillehammer

056-5 Ateliers Industriels d'Yverdon-les-Bains

057-3 Val-de-Ruz

058-1 La Côte

059-9 La Béroche

060-7 Val-de-Travers

061-5 Wiggertal

062-3 Ergolz

063-1 Brunegg (de)

064-9 Mythen

065-6 Rotsee

066-4 Finse

067-2 Hohle Gasse

068-0 Gütsch (de)

069-8 Verkehrshaus

070-6 —

071-4 Mittelland

072-2 Reuss

073-0 Monte Ceneri

074-8 —

075-5 Schafmatt (de)

076-3 Leventina

077-1 Chunnel

078-9 Monte Generoso

079-7 Weissenstein

080-5 Tre Valli (it)

081-3 Pfänder

082-1 Ceresio

083-9 —

084-7 Helvetia

085-4 Pilatus

086-2 Ägerisee

087-0 Säuliamt

088-8 Limmat

089-6 Freiamt

090-4 Goffersberg

091-2 Werdenberg

092-0 Fridolin

093-8 Rhein

094-6 Rätia

095-3 Bachtel

096-1 Furttal (de)

097-9 Studenland

098-7 Biasca / Erstfeld

099-5 Bodensee

100-1 Tösstal

101-9 Bözberg

102-7 Lägern

103-5 Heitersberg (de)

104-3 Toggenburg

105-0 Fürstenland (de)

106-8 Munot

107-6 Glärnisch (de)

108-4 Engadin

109-2 Alpstein (de)

110-0 Mariaberg (de)

111-8 Kampt

112-6 Thurtal

113-4 Irchel (de)

114-2 Circus Knie

115-9 Heidiland (de)

116-7 Ostschweiz

117-5 Zürichsee

118-3 Gotthard Gottardo

## Livrées publicitaires
- Le prix pour le recouvrement publicitaire d'une Re 460 est de 240 000 CHF pour une année[14].

| Numéro                     | Publicité                                                | Période                            | Image |
| -------------------------- | -------------------------------------------------------- | ---------------------------------- | ----- |
| 460 001-1                  | FIAT Panda                                               | 10.02.2012 - 15.07.2013            |       |
| 460 001-1                  | Coop 25 ans Naturaplan                                   | 24.01.2018 - ??.04.2019            |       |
| 460 002-9                  | Le train, un geste pour le climat                        | 16.12.2009 - 24.02.2012            |       |
| 460 003-7                  | Nationale Suisse                                         | 23.09.2011 - 06.03.2015            |       |
| 460 005-2                  | 100 ans des CFF                                          | 16.01.2002 - 25.01.2005            |       |
| 460 005-2                  | RailAway - Ideen für die Freizeit                        | 10.02.2005 - 28.03.2010            |       |
| 460 005-2                  | Thales                                                   | 18.04.2016 - 27.09.2018            |       |
| 460 006-0                  | 100 ans Car Postal                                       | 11.01.2006 - 26.06.2007            |       |
| 460 007-8                  | AMAG                                                     | 22.02.2007 - 26.05.2008            |       |
| 460 007-8                  | 125 ans Vaudoise assurances                              | 20.02.2020 - ??.??.2021            |       |
| 460 008-6                  | Schweizer Werbeszene                                     | 11.07.2001 - 04.04.2005            |       |
| 460 008-6                  | 150 ans ETHZ                                             | 20.04.2005 - 21.08.2006            |       |
| 460 010-2                  | Swisstainable « sur la bonne voie »                      | 17.05.2023 - en service            |       |
| 460 011-0                  | Glass Trösch                                             | 10.2023 - en service               |       |
| 460 012-8                  | Radio suisse romande / SR DRS                            | 05.11.2000 - 27.06.2005            |       |
| 460 012-8                  | Thales                                                   | 01.11.2007 - 12.12.2008            |       |
| 460 013-6                  | 10 ans Lumimart                                          | 19.04.2002 - 05.11.2003            |       |
| 460 013-6                  | Microsoft / SAB                                          | 19.11.2003 - 11.12.2006            |       |
| 460 014-4                  | HCB 197 865 311 to-km                                    | 21.06.1996 - 20.10.1997            |       |
| 460 014-4                  | OUI à des chemins de fer modernes                        | 30.10.1998 - 30.11.1998            |       |
| 460 014-4                  | OUI à des chemins de fer modernes - Merci beaucoup       | 30.11.1998 - 04.06.1999            |       |
| 460 014-4                  | Meeting aérien « Air14 » Payerne                         | 22.11.2013 - 08.01.2015            |       |
| 460 015-1                  | Agfa                                                     | 04.05.1994 - 14.08.1997            |       |
| 460 015-1                  | Télévision suisse romande                                | 29.08.1997 - 07.06.2004            |       |
| 460 015-1                  | Schweizer Radio DRS III                                  | 27.06.2004 - 09.10.2006            |       |
| 460 015-1                  | UEFA Euro 2008 I                                         | 23.05.2007 - 03.11.2008            |       |
| 460 016-9                  | Ciba (version 1)                                         | 18.08.1994 - 07.12.1995            |       |
| 460 016-9                  | Ciba (version 2)                                         | 07.12.1995 - 24.03.1997            |       |
| 460 016-9                  | Adtranz (version 1)                                      | 11.04.1997 - 14.06.1997            |       |
| 460 016-9                  | Adtranz (version 2)                                      | 10.06.1997 - 20.08.1997            |       |
| 460 016-9                  | Adtranz (version 3)                                      | 20.08.1997 - 20.10.1997            |       |
| 460 016-9                  | Adtranz (version 4)                                      | 20.10.1997 - 20.12.1997            |       |
| 460 016-9                  | Adtranz (version 5)                                      | 20.12.1997 - 27.05.1998            |       |
| 460 016-9                  | CFF : OUI à des chemins de fer modernes (F/D)            | 30.10.1998 - 30.11.1998            |       |
| 460 016-9                  | CFF : OUI à des chemins de fer modernes - Merci beaucoup | 30.11.1998 - 04.06.1999            |       |
| 460 016-9                  | Nouveau look CFF (Conception expérimentale)              | 11.02.2008 - 30.11.2008            |       |
| 460 017-7                  | Märklin : Heizerlok                                      | 26.09.1994 - 04.05.1995            |       |
| 460 017-7                  | Märklin : Alpaufzug                                      | 10.05.1995 - 28.11.1995            |       |
| 460 018-5                  | Danzas                                                   | 23.01.1995 - 17.04.1997            |       |
| 460 018-5                  | Pepsi-Cola                                               | 30.04.1997 - 03.08.1998            |       |
| 460 018-5                  | Mobility CarSharing                                      | 20.08.1998 - 04.01.2005            |       |
| 460 018-5                  | SF DRS                                                   | 22.01.2005 - 05.10.2005            |       |
| 460 019-3                  | Miele                                                    | 17.08.1995 - 04.11.1996            |       |
| 460 019-3                  | Swiss-Pool                                               | 09.11.2000 - 21.01.2003            |       |
| 460 019-3                  | Swisscom - Internet à l'école                            | 13.02.2003 - 02.08.2005            |       |
| 460 019-3                  | Verkehrshaus. Offen für Entdecker                        | 31.05.2011 - 04.07.2013            |       |
| 460 019-3                  | 175 ans du chemin de fer suisse                          | 09.03.2022 - fin 2024 / début 2025 |       |
| 460 020-1                  | Tilsiter                                                 | 15.09.1995 - 24.02.1999            |       |
| 460 020-1                  | SRG SSR idée suisse                                      | 24.03.1999 - 14.10.2012            |       |
| 460 021-9                  | Le Lait Énergie naturelle                                | 04.10.1995 - 26.03.1997            |       |
| 460 021-9                  | Kambly (version 1)                                       | 15.04.1997 - 18.01.1999            |       |
| 460 021-9                  | Kambly (version 2)                                       | 01.02.1999 - 27.08.2008            |       |
| 460 021-9                  | 2316 Lokführer/Mécaniciens/Machinisti                    | 22.09.2008 -12.09.2012             |       |
| 460 022-7                  | 100 ans Touring Club Suisse : naturellement mobile       | 23.02.1996 - 21.07.1998            |       |
| 460 022-7                  | SBB: Ja für moderne Bahnen (D/I)                         | 30.10.1998 - 30.11.1998            |       |
| 460 022-7                  | SBB: Ja für moderne Bahnen - Danke                       | 30.11.1998 - 16.06.1999            |       |
| 460 023-5                  | Relax (Zurich Assurances)                                | 06.05.1996 - 16.06.1997            |       |
| 460 023-5                  | Relax (nouveau logo)                                     | 16.06.1997 - 10.08.1999            |       |
| 460 023-5                  | HEV Schweiz                                              | 08.01.2015 - 12.03.2016            |       |
| 460 024-3                  | Zugkraft Aargau II                                       | 22.06.2006 - 25.11.2013            |       |
| 460 025-0                  | La Suisse est championne d'Europe. Des voyages en train  | 09.05.2008 - 30.07.2008            |       |
| 460 026-8                  | Lötschberg Basistunnel                                   | 14.06.2007 - 30.06.2008            |       |
| 460 028-4                  | Western Union Money Transfer III                         | 06.06.2007 - 20.12.2010            |       |
| 460 028-4                  | Votre team du train CFF                                  | 29.11.2015 - 04.05.2018            |       |
| 460 029-2                  | Chiquita                                                 | 17.07.2015 - 02.10.2018            |       |
| 460 031-8                  | MobilBonus                                               | 03.12.2012 - 22.07.2015            |       |
| 460 031-8                  | Alp Transit III / Ceneri 2020                            | 24.10.2017 - ??.??.2021            |       |
| 460 032-6                  | SF DRS - Leutschenbach II                                | 06.01.1997 - 18.10.2005            |       |
| 460 033-4                  | ASCOM                                                    | 02.09.1996 - 31.10.1997            |       |
| 460 033-4                  | Space Dream (comédie musicale)                           | 04.09.1998 - 21.08.2000            |       |
| 460 033-4                  | Märklin "Boîte à musique" Swiss Collection 2000          | 06.09.2000 - 06.08.2001            |       |
| 460 033-4                  | Märklin "Tunnelier" Swiss Collection 2001                | 22.08.2001 - 10.04.2002            |       |
| 460 033-4                  | Märklin "Casquette" Swiss Collection 2002                | 25.04.2002 - 19.08.2003            |       |
| 460 033-4                  | Märklin "Voltmètre" Swiss Collection 2003                | 03.09.2003 - 06.07.2005            |       |
| 460 034-2                  | Zugkraft Aargau (avec sponsors)                          | 12.02.1997 - 16.03.1998            |       |
| 460 034-2                  | Zugkraft Aargau (sans sponsors)                          | 20.03.1998 - 05.07.2006            |       |
| 460 035-9                  | CFF : « Nous relions les Suisses » (D/F)                 | 31.07.1996 - 12.07.1999            |       |
| 460 035-9                  | Helvetia / Roger Federer                                 | 19.06.2015 - 31.03.2016            |       |
| 460 036-7                  | CFF : « Nous relions les Suisses » (F/I)                 | 31.07.1996 - 22.07.1999            |       |
| 460 036-7                  | MySwitzerland.com - Suisse tourisme III                  | 29.10.2010 - 30.09.2014            |       |
| 460 036-7                  | Welcome to Japan                                         | 07.10.2014 - 08.11.2015            |       |
| 460 037-5                  | Ajax                                                     | 02.05.1996 - 30.09.1996            |       |
| 460 037-5                  | Ajax (avec autocollants d'anniversaire)                  | 01.10.1996 - 18.02.1998            |       |
| 460 037-5                  | SEV: SOS "Open access service"                           | 18.02.1998 - 26.02.1998            |       |
| 460 037-5                  | La Poste (D/F/I) (avec logo Sion 2006)                   | 13.03.1998 - 27.07.1999            |       |
| 460 037-5                  | La Poste (sans logo Sion 2006)                           | 27.07.1999 - 21.02.2001            |       |
| 460 037-5                  | golden arch hotel (McDonald's)                           | 08.03.2001 - 18.05.2005            |       |
| 460 037-5                  | LATTESSO                                                 | 08.2024 - En service               |       |
| 460 038-3                  | Skandia                                                  | 16.06.2000 - 25.11.2002            |       |
| 460 038-3                  | CFF : StrateGo !                                         | 11.12.2002 - 12.02.2010            |       |
| 460 040-9                  | 100 ans CFF : 1902 - 2002 (décoration H. Lüthi & Ibara)  | 20.04.2002 - 05.09.2005            |       |
| 460 041-7                  | Humanité - Schweizerisches Rotes Kreuz                   | 08.05.2013 - 06.02.2018            |       |
| 460 041-7                  | Coop Tatendrang                                          | 26.02.2021 - Fin 2023, début 2024  |       |
| 460 042-5                  | Märklin "Roue" Swiss Collection 1999                     | 28.09.1999 - 16.11.2000            |       |
| 460 042-5                  | Western Union Money Transfer II                          | 11.12.2000 - 11.06.2007            |       |
| 460 044-1                  | UEFA Euro 2008 III                                       | 18.10.2007 - 21.07.2008            |       |
| 460 044-1                  | Mondaine / ABB / Gottardo 2016                           | 17.03.2016 - 26.02.2018            |       |
| 460 046-6                  | CFF Recrutement                                          | 30.05.2024 - en service            |       |
| 460 048-2                  | 15 ans RailAway CFF II                                   | 02.12.2014 - 06.06.2017            |       |
| 460 050-8                  | 10 ans d'idées de loisirs avec RailAway CFF              | 30.04.2010 - 08.03.2015            |       |
| 460 051-6                  | CFF.CH - 166 informations                                | 01.12.2006 - 22.03.2012            |       |
| 460 052-4                  | ABB Mehr Zug für die Zukunft / L'avenir avec entrain     | 18.01.2016 - 30.01.2018            |       |
| 460 053-2                  | CFF LogIn                                                | 12.09.2007 - 20.01.2013            |       |
| 460 056-5                  | SF DRS - Leutschenbach I                                 | 06.01.1997 - 05.08.2004            |       |
| 460 056-5                  | Pro Infirmis                                             | 19.08.2004 - 17.01.2006            |       |
| 460 058-1                  | 100 Jahre Circus Knie                                    | 29.11.2018 - ??.??.2020            |       |
| 460 061-5                  | 150 ans Schindler                                        | 07.02.2024 - en service            |       |
| 460 062-3                  | Chèques Reka-Rail                                        | 21.09.1999 - 10.12.2007            |       |
| 460 063-1                  | EasyJet Switzerland                                      | 22.10.2014 - 02.12.2015            |       |
| 460 065-6                  | UEFA Euro 2008 II                                        | 04.10.2007 - 03.07.2008            |       |
| 460 065-6                  | Coop Pro Montagna                                        | 03.04.2017 - 22.12.2018            |       |
| 460 070-6                  | La Poste (D/F/I) (avec logo Sion 2006)                   | 13.03.1998 - 27.07.1999            |       |
| 460 070-6                  | La Poste (sans logo Sion 2006)                           | 27.07.1999 - 21.02.2001            |       |
| 460 070-6                  | AROMA "Welcome the new coffee generation"                | 23.02.2001 - 07.06.2005            |       |
| 460 071-4                  | Vetroswiss - Du verre à verre                            | 08.06.2006 - 24.04.2012            |       |
| 460 071-4                  | Helvetia / simple. clair. helvetia                       | 23.11.2016 - 14.02.2017            |       |
| 460 072-2                  | Locarno Film Festival                                    | 16.05.2022 - Printemps 2024        |       |
| 460 073-0                  | TSI - RETE                                               | 01.09.1997 - 06.12.1999            |       |
| 460 073-0                  | TSI - RTSI                                               | 22.12.1999 - 26.04.2004            |       |
| 460 073-0                  | Schweizer Radio DRS 1                                    | 12.05.2004 - 18.03.2007            |       |
| 460 074-8                  | CFF Cargo                                                | 19.09.1997 - 18.10.2004            |       |
| 460 074-8                  | Space Dream Saga II                                      | 06.11.2004 - 15.01.2007            |       |
| 460 075-5                  | AlpTransit Gotthard                                      | 16.03.2007 - 12.06.2013            |       |
| 460 075-5                  | Léman 2030                                               | 14.11.2016 - ??.09.2020            |       |
| 460 076-3                  | Sergio, Beat & Benoît Vos experts en loisirs             | 31.12.2009 - 02.04.2012            |       |
| 460 076-3                  | Maurice Lacroix                                          | 10.04.2013 - 22.07.2014            |       |
| 460 078-9                  |                                                          |                                    |       |
| MySwitzerland (2 versions) | août 2000 – nov. 2007                                    |                                    |       |
| Nendaz                     | 16.05.2023 - début 2025                                  |                                    |       |
| 460 079-7                  | ChemOil                                                  | 05.10.1999 - 15.03.2004            |       |
| 460 079-7                  | 25 ans ATE                                               | 30.03.2004 - 20.07.2005            |       |
| 460 079-7                  | Crédit suisse                                            | 02.05.2016 - 07.07.2018            |       |
| 460 080-5                  | Alpenqueren im Verkehrshaus                              | 04.04.2007 - 12.10.2008            |       |
| 460 080-5                  | Neue Perspektiven. Im Verkehrshaus                       | 31.10.2008 - 18.05.2011            |       |
| 460 080-5                  | Migros rend la Suisse plus verte                         | 07.07.2014 - ??.??.2020            |       |
| 460 083-9                  | CFF Cargo We go logistics                                | 08.10 1999 - 04.03.2002            |       |
| 460 083-9                  | 100 Jahre SBB La Poste                                   | 20.03.2002 - 14.09.2005            |       |
| 460 083-9                  | Coop - Ma région                                         | 03.03.2014 - 16.06.2016            |       |
| 460 084-7                  | Rentenanstalt                                            | 27.02.1998 - 29.12.2003            |       |
| 460 085-4                  | Coop / Gottardo 2016                                     | 14.10.2015 - 02.08.2017            |       |
| 460 086-2                  | TGV Lyria                                                | 24.05.2016 - 02.10.2017            |       |
| 460 087-0                  | Blick                                                    | 31.03.2005 - 28.12.2005            |       |
| 460 087-0                  | Chèques Reka Rail II                                     | 15.11.2007 - 20.02.2015            |       |
| 460 087-0                  | LIDL Suisse                                              | 01.05.2025 - en service            |       |
| 460 090-4                  | En Valais avec entrain (Tunnel du Lötschberg)            | 08.05.2006 - 02.10.2008            |       |
| 460 090-4                  | En Valais avec entrain (avec nouveau logo du Valais)     | 04.10.2008 - 03.03.2010            |       |
| 460 093-8                  | Blick                                                    | 28.03.2005 - 14.09.2005            |       |
| 460 094-6                  | Mobility - La mobilité commence à la gare                | 03.05.2007 - 20.09.2012            |       |
| 460 096-1                  | Candidature Sion JO 2006                                 | 20.02.1999 - 23.06.1999            |       |
| 460 098-7                  | Gottardo 2016 "Biasca"                                   | 29.05.2015 - 24.01.2017            |       |
| 460 099-5                  | Blick                                                    | 24.03.2005 - 28.10.2005            |       |
| 460 099-5                  | Antalis Papertour 2009                                   | 01.05.2009 - 13.05.2009            |       |
| 460 099-5                  | La Mobilière                                             | 08.04.2016 - 08.06.2018            |       |
| 460 100-1                  | SF DRS                                                   | 16.11.2005 - 01.10.2012            |       |
| 460 101-9                  | Magic-Ticket - Hopp Schwiiiz !                           | 02.06.2004 - 20.07.2012            |       |
| 460 102-7                  | SBB Historic                                             | 19.02.2002 – XX.04.2015            |       |
| 460 105-0                  | Blick                                                    | 17.03.2005 - 05.12.2005            |       |
| 460 105-0                  | VSLF                                                     | 22.11.2013 - 02.04.2018            |       |
| 460 106-8                  | Maler Express                                            | 02.11.1998 - 14.11.1998            |       |
| 460 106-8                  | 300 000 abonnements généraux CFF                         | 16.11.2006 - 29.09.2008            |       |
| 460 107-6                  | SF Schweizer Fernsehen SRG SSR idée suisse               | 02.12.2005 - 01.10.2012            |       |
| 460 107-6                  | AlpTransit: Flachbahn durch die Alpen                    | 15.11.2012 - 10.12.2017            |       |
| 460 108-4                  | SLM Neitec                                               | 01.04.1995 - 28.09.1995            |       |
| 460 112-6                  | Swissair Flugzug                                         | 27.05.1999 - 28.08.2003            |       |
| 460 112-6                  | SAir Group: Flugzug (sans logo Swissair)                 | 29.08.2003 - 21.06.2004            |       |
| 460 113-4                  | 100 Jahre SEV - 100 ans SEV                              | 02.02.2019 - ??.??.2020            |       |
| 460 114-2                  | Western Union Money Transfer I                           | 21.08.1997 - 29.01.2001            |       |
| 460 114-2                  | Securitrans (CFF + Securitas)                            | 21.09.2006 - 15.02.2010            |       |
| 460 118-3                  | AlpTransit Gotthard                                      | 21.03.2002 - 22.07.2007            |       |

### Traduction
- (de) Cet article est partiellement ou en totalité issu de l’article de Wikipédia en allemand intitulé « SBB Re 460 » (voir la liste des auteurs).